# Plagiothecium lonchochaete
Plagiothecium lonchochaete är en bladmossart som beskrevs av C. Müller 1901. Plagiothecium lonchochaete ingår i släktet sidenmossor, och familjen Plagiotheciaceae. Inga underarter finns listade i Catalogue of Life.